# 生涯規劃
职业规划、又称生涯规划、职业生涯规划，是管理学习、工作、休闲和过渡的终生过程，以朝着个人决定和不断发展的首选未来進展。

## 舒伯（Donald E. Super）生命彩虹發展論
1. 成長階段（growth stage）2~14 歲
2. 試探階段（exploration stage）15~24 歲
3. 建立階段（establishment stage）25~44歲
4. 維持階段（maintenance stage）45~65歲
5. 衰退階段（decline stage）65歲以上

## 大学生职业生涯规划
大學生職業生涯規劃就是作為一名大學生，應該了解，大學是什麼，來大學幹什麼，大學能給你的人生帶來什麼樣的轉變等一系列問題的設計與答疑。沒有規劃就沒有競爭力，沒有競爭力就會被淘汰，大學這個昔日的象牙塔，不知道今天能不能保持人才的優勢創造工廠，但是作為一名大學生，必須要對自己負責，對自己的人生負責，規劃好自己的大學生活，規划出走出校門的新天地。

## 中華人民共和國的職業生涯規劃領域
中華人民共和國的職業生涯規劃一直處於國外30年代左右。正確的生涯輔導的專業人士非常少，直到全球職業規劃師的引入，才出現了對職業生涯規劃理論的學習。

## 香港學生的生涯規劃
香港有不同的機構提供生涯規劃服務，協助青年人由學校過渡到工作世界。當中的「生涯規劃課程」是由4至14節不等的工作坊，對象是高中同學，課程透過不同活動，以「經驗學習」手法，有系統地將「生涯規劃」與個人事業發展緊扣起來，刺激同學思考如何規劃前路。課程特點是以學校為本，因應不同情況而度身訂造，並且以事業探索為重點，因應同學志願，配對心儀的行業，網絡不同行業的嘉賓探訪並提供專業資訊，經過多年來的累積，專業行業網絡超過40個。而近年（2023年）隨《生涯發展藍圖》的推廣，生涯規劃已經不只局限於高中同學，發展對象已經包括初中、高小，生涯規劃的重要性亦隨之變大。

## 香港聾人及弱聽中學生生涯規劃
香港政府於2014/15學年開始，向中學每年發放約50萬港元的津貼推動「生涯規劃」，加強升學就業輔導。但許多教師沒有深入了解聾人及弱聽學生的身體上的限制或特殊需要，令有需要的學生不知道如何計劃自己的將來。志願機構「龍耳」調查發現，約六成受訪者是從校外了解職業教育資訊，反映主流學校對聾人及弱聽學生的生涯規劃支援不足；調查亦指出聾人及弱聽學生對職場的前景缺乏信心，也難找工作。

## 參看
- 人格心理學
- 霍爾蘭六邊形

## 外部連結
- 香港基督教服務處生涯規劃服務隊(九龍西)
- 賽馬會鼓掌.創你程計劃 香港基督教服務處生涯規劃服務隊(九龍西)
- 香港青年協會青年就業網絡- 生涯規劃介紹
- 龍耳 - 香港聽障中學生生涯規劃教育 (職業教育) 研究[]